# Neufchâteau (járás)
Neufchâteau járás egyike a belgiumi Luxembourg tartományban található öt járásnak. A járás területe 1354,57 km², lakossága 58 726 fő (2008. január 1-jei adat), egyike Belgium legritkábban lakott területeinek. A járás központja Neufchâteau város.

## Története
A járást 1800-ban hozták létre a Belgium megszálló franciák, a département des Forêts részeként. Eredetileg Neufchâteau, Bastogne, Étalle, Fauvillers, Florenville, Houffalize, Paliseul, Sibret és Virton kantonok tartoztak a járáshoz.
1815-ben a bécsi konferencia után a valamikori Bouillon Hercegség területeit a francia Mézières és Sedan járásokhoz csatolták. 1823-ban Nassogne és Saint-Hubert kantonok a szomszédos Marche-en-Famenne járáshoz kerültek, míg Étalle, Florenville és Virton kantonokból kialakították az új (Virton (járás)|virtoni járást). Ugyanekkor Bastogne, Fauvillers, Houffalize és Sibret kantonokat Bastogne-hoz csatolták, illetve néhány települést Arlon járás kapott. Az elcsatolt területek miatt a járás népessége a felére csökkent.
1977-ben a belga közigazgatási reform során Sugny települést Dinant járáshoz csatolták, míg onnan Bure és Resteigne települések kerültek Neufchâteau-hoz. Anlier és Suxy települések Virton járáshoz kerültek Habay település egy részéért cserébe. Grupont település Marche-en-Famenne járáshoz, míg Juseret és Lavacherie Bastogne járáshoz kerültek ekkor.

## A járás települései
Önálló települések:
| - Bertrix - Bouillon - Daverdisse - Herbeumont - Léglise - Libin |

| - Libramont-Chevigny - Neufchâteau - Paliseul - Saint-Hubert - Tellin - Wellin |

Résztelepülések:
| - Anloy - Arville - Assenois - Auby-sur-Semois - Awenne - Bellevaux - Bertrix - Bouillon - Bras - Bure - Carlsbourg - Chanly - Corbion - Cugnon - Daverdisse - Dohan - Ébly - Fays-les-Veneurs - Framont - Freux - Gembes - Grandvoir - Grapfontaine - Grupont |

| - Halma - Hamipré - Hatrival - Haut-Fays - Herbeumont - Jehonville - Léglise - Les Hayons - Libin - Libramont - Lomprez - Longlier - Maissin - Mellier - Mirwart - Moircy - Neufchâteau - Noirefontaine - Nollevaux - Ochamps - Offagne - Opont - Orgeo - Paliseul |

| - Porcheresse - Poupehan - Recogne - Redu - Remagne - Resteigne - Rochehaut - Sainte-Marie-Chevigny - Saint-Hubert - Saint-Médard - Saint-Pierre - Sensenruth - Smuid - Sohier - Straimont - Tellin - Tournay - Transinne - Ucimont - Vesqueville - Villance - Vivy - Wellin - Witry |

## A népesség alakulása
- Forrás:1806 és 1970 között=népszámlálások; 1980 után= lakosok száma január 1-jén a népességnyilvántartóban

## Fordítás
- Ez a szócikk részben vagy egészben  az   Arrondissement administratif de Bastogne című francia Wikipédia-szócikk fordításán alapul.  Az eredeti cikk szerkesztőit annak laptörténete sorolja fel. Ez a jelzés csupán a megfogalmazás eredetét és a szerzői jogokat jelzi, nem szolgál a cikkben szereplő információk forrásmegjelöléseként.

## Lásd még
- Arlon (járás)
- Bastogne (járás)
- Marche-en-Famenne (járás)
- Virton (járás)